# Чемпионат мира по снукеру среди женщин
Чемпионат мира по снукеру среди женщин (англ. Ladies World Snooker Championship) — главный женский снукерный турнир.

## История
До середины 1980-х официального женского чемпионата мира не проводилось, однако с 1976 года начал проходить турнир World Open, по своему значению соответствующий мировому первенству. Его первым спонсором стала табачная компания Embassy, а первой победительницей — англичанка Вера Селби, которая доминировала в игре в то время. Затем наступил перерыв, и в следующий раз World Open прошёл в 1980-м под спонсорством компании Guinness. Последний розыгрыш этого соревнования прошёл в 1981 году.
Первый официальный чемпионат мира среди женщин состоялся в 1983-м в снукерном центре Pontins. Он проводился ежегодно до 1992 года (причём дважды в 1984), и за это время 5 раз чемпионкой становилась Эллисон Фишер. После возобновления турнира в 1993 году Эллисон ещё дважды завоёвывала главный трофей, но через некоторое время она улетела в США и начала играть в пул, оставив таким образом чемпионат. С 1995 по 2003 года на турнире доминировали Келли Фишер (не родственница Эллисон) и Карен Корр, и большинство титулов выиграла Келли. В 1998—2003 гг. некоторые матчи чемпионата игрались в Театре Крусибл — месте проведения аналогичного турнира под эгидой WPBSA, причём даты проведения как женских, так и мужских игр примерно совпадали.
Много лет как раз WPBSA поддерживала чемпионат мира среди женщин, однако в 2004-м из-за нехватки средств вся поддержка с её стороны прекратилась. Примерно в это же время другая организация снукера, IBSF, объявила о старте своего чемпионата, который по значимости и статусу приравнивался к любительскому ЧМ. Турнир под эгидой IBSF должен был стать единственным женским соревнованием подобного рода. Но уже в 2005-м прежний чемпионат мира был возобновлён, и в нём так же, как и ранее, приняли участие ведущие снукеристки. Таким образом, с 2006 года (в 2005 турнир IBSF не проводился) проводится два одинаковых по своему значению, но немного различающихся по составу участниц чемпионата — официальный чемпионат мира среди женщин (как правило, более представительный) и аналогичный турнир под руководством IBSF. Последний из этих турниров имеет сугубо любительский статус и проходит параллельно с мужским чемпионатом IBSF.
В 2007 году также появился чемпионат мира IBSF среди игроков-женщин до 21 года.

## Победительницы World Open
| 1976                    | Мидлсбро       | Вера Селби     | Мюриэль Хэйзелдин | 4:0 |
| Чемпионат не проводился |                |                |                   |     |
| 1980                    | Остров Хайлинг | Лесли Макилрэт | Агнес Дэвис       | 4:2 |
| 1981                    | Остров Уайт    | Вера Селби     | Мэнди Фишер       | 3:0 |

## Победительницы чемпионата мира среди женщин
| 1983                    | Брин                | Сью Фостер               | Морин Бэйнтон        | 8:5 |
| 1984                    | Ковентри            | Стейси Хиллъярд          | Натали Стейнмак      | 4:1 |
| 1985                    | Солихалл            | Эллисон Фишер            | Стейси Хиллъярд      | 5:1 |
| 1986                    | Солихалл            | Эллисон Фишер            | Сью Лемэш            | 5:0 |
| 1987                    | Остров Уайт         | Энн-Мэри Фаррен          | Стейси Хиллъярд      | 5:1 |
| 1988                    | Бриксхэм            | Эллисон Фишер            | Энн-Мэри Фаррен      | 6:1 |
| 1989                    | Бриксхэм            | Эллисон Фишер            | Энн-Мэри Фаррен      | 6:5 |
| 1990                    | Лондон              | Карен Корр               | Стейси Хиллъярд      | 7:4 |
| 1991                    | Лондон              | Эллисон Фишер            | Карен Корр           | 8:2 |
| Чемпионат не проводился |                     |                          |                      |     |
| 1993                    | Блэкпул             | Эллисон Фишер            | Стейси Хиллъярд      | 9:3 |
| 1994                    | Нью-Дели            | Эллисон Фишер            | Стейси Хиллъярд      | 7:3 |
| 1995                    | Нью-Дели            | Карен Корр               | Ким Шоу              | 6:3 |
| Чемпионат не проводился |                     |                          |                      |     |
| 1997                    | Лланелли            | Карен Корр               | Келли Фишер          | 6:3 |
| 1998                    | Шеффилд             | Келли Фишер              | Карен Корр           | 5:0 |
| 1999                    | Шеффилд             | Келли Фишер              | Карен Корр           | 4:2 |
| 2000                    | Шеффилд             | Келли Фишер              | Лиза Игналл          | 4:1 |
| 2001                    | Шеффилд             | Лиза Куик                | Лайнетт Хорсбург     | 4:2 |
| 2002                    | Шеффилд             | Келли Фишер              | Лиза Куик            | 4:1 |
| 2003                    | Шеффилд             | Келли Фишер              | Лиза Куик            | 4:1 |
| Чемпионат не проводился |                     |                          |                      |     |
| 2005                    | Кембридж            | Риан Эванс               | Лайнетт Хорсбург     | 6:4 |
| 2006                    | Кембридж            | Риан Эванс               | Эмма Бонни           | 5:3 |
| 2007                    | Кембридж            | Риан Эванс               | Кэти Хенрик          | 5:3 |
| 2008                    | Кембридж            | Риан Эванс               | Джун Бэнкс           | 5:2 |
| 2009                    | Кембридж            | Риан Эванс               | Мария Каталано       | 5:2 |
| 2010                    | Кембридж            | Риан Эванс               | Мария Каталано       | 5:1 |
| 2011                    | Саффолк             | Риан Эванс               | Эмма Бонни           | 5:1 |
| 2012                    | Кембридж            | Риан Эванс               | Мария Каталано       | 5:3 |
| 2013                    | Кембридж            | Риан Эванс               | Мария Каталано       | 6:3 |
| 2014                    | Лидс                | Риан Эванс               | Ын Оньи              | 6:0 |
| 2015                    | Лидс                | Ын Оньи                  | Эмма Бонни           | 6:2 |
| 2016                    | Лидс                | Риан Эванс               | Ын Оньи              | 6:4 |
| 2017                    | Сингапур            | Ын Оньи                  | Видья Пиллай         | 6:5 |
| 2018                    | Сан-Пауль-иль-Бахар | Ын Оньи                  | Мария Каталано       | 5:0 |
| 2019                    | Бангкок             | Риан Эванс               | Нутчарат Вонгхарутай | 6:3 |
| Чемпионат не проводился |                     |                          |                      |     |
| 2022                    | Шеффилд             | Нучарут Вонгарутай       | Уэнди Янс            | 6:5 |
| 2023                    | Бангкок             | Сирипапорн Нуантахамджан | Бай Юйлу             | 6:3 |
| 2024                    | Дунгуань            | Бай Юйлу                 | Нучарут Вонгарутай   | 6:5 |

## Победительницы чемпионата мира IBSF
| 2003                    | Цзянмэнь   | Келли Фишер | Уэнди Янс    | 5:2 |
| 2004                    | Вельтховен | Риан Эванс  | Уэнди Янс    | 5:1 |
| Чемпионат не проводился |            |             |              |     |
| 2006                    | Амман      | Уэнди Янс   | Джекки Ип    | 5:0 |
| 2007                    | Корат      | Риан Эванс  | Уэнди Янс    | 5:0 |
| 2008                    | Вельс      | Риан Эванс  | Уэнди Янс    | 5:3 |
| 2009                    | Хайдарабад | Ын Оньи     | Кэти Парасис | 5:1 |
| 2010                    | Дамаск     | Ын Оньи     | Джекки Ип    | 5:0 |
| Чемпионат не проводился |            |             |              |     |
| 2012                    | София      | Уэнди Янс   | Ын Оньи      | 5:1 |

## Победительницы чемпионата мира IBSF среди игроков до 21 года
| Год  | Место проведения | Победитель | Финалист | Финальный счёт |
| ---- | ---------------- | ---------- | -------- | -------------- |
| 2007 | Гоа              | Би Чжицин  | Ын Оньи  | 4:2            |